# Заушниці
Заýшниці — ритуальна прикраса древніх слов'ян. Виконувала функцію оберегу. Мали вигляд наскронних кілець, на яких зображались богиня з прибогами або пара коней. Підвішувалися до головного убору, як і рясна.